# Wolfgang Yourgrau
Wolfgang Yourgrau (geboren 14. November 1908 in Kattowitz, Deutsches Reich; gestorben 18. Juli 1979 in Denver, Colorado) war ein deutsch-amerikanischer Sozialpsychologe, Physiker und Journalist.

## Leben
Wolfgang Yourgrau wurde als Sohn einer liberalen jüdischen Familie geboren. Die Eltern ließen sich scheiden, als er ein Jahr alt war, und die Mutter arbeitete als Reisende. Mit sechs Jahren schickte sie ihn nach Berlin, wo er zunächst bei den Großeltern, dann bei einem Onkel in Berlin-Grunewald aufwuchs. 1925 absolvierte er das Abitur auf dem Werner-Siemens-Realgymnasium in Berlin-Schöneberg.
Er studierte Chemie, Physik, Philosophie und experimentelle Psychologie an der Friedrich-Wilhelms-Universität Berlin. Auf Empfehlung Albert Einsteins erhielt er ein Stipendium einer amerikanischen Stiftung. 1932 promovierte er in Physik, wurde Juniorassistent beim Direktor des Psychologischen Instituts, Wolfgang Köhler und arbeitete als Regieassistent am Theater.
Politisch betätigte er sich bei der Sozialistischen Arbeiterpartei Deutschlands (SAPD). Im April 1933 wurde er bei antisemitischen Ausschreitungen von der SA im Geschäft seiner Mutter zusammengeschlagen. Im gleichen Jahr floh er nach Polen, wo in einer Schauspieltruppe arbeitete. Aus Polen ausgewiesen, ging er nach Riga, von wo er ebenfalls ausgewiesen wurde. Mit Unterstützung von Robert Weltsch emigrierte er nach Palästina, wo er gemeinsam mit u. a. Boris Goldenberg und Jakob Moneta die örtlichen SAPD-Exilstrukturen leitete.
Er arbeitete in Tel Aviv als Dozent und Lektor für den Gewerkschaftsbund Histadrut.
1942 bis 1943 gab er mit Arnold Zweig die deutschsprachige Wochenzeitschrift Orient heraus, für die auch Louis Fürnberg schrieb. Sie vertrat zionismuskritische Positionen, wurde zur Zielscheibe militanter Zionistenverbände und wurde im April 1943 nach einem Bombenanschlag eingestellt. Zum Kreis um die Zeitschrift gehörten auch Arnold Czempin, Ernst Loewy und Joachim Chaim Schwarz. Ab August 1944 arbeitete Yourgrau für den neueröffneten britischen Soldatensender Forces Broadcasting Service, Middle East (FBS) in Jerusalem und lehrte an der dortigen School of Higher Studies.
1948 wechselte er nach Südafrika, wurde Dozent an Universitäten in Kapstadt, Witwatersrand und Natal. 1959 wurde er als Professor für Wissenschaftsgeschichte und -philosophie an die University of Minnesota in Saint Paul berufen. 1963 ging er an die University of Denver, forschte und schrieb über Wissenschaftstheorie, Quantenphysik und Thermodynamik. 1969 wurde er neben Henry Margenau Herausgeber der Fachzeitschrift Foundations of Physics.
Yourgrau war mit einer aus Berlin stammenden Augenärztin verheiratet und hatte ein Kind.

## Auszeichnungen
1970 wurde Yourgrau mit der Albert-Einstein-Medaille der International Society on General Relativity and Gravitation ausgezeichnet.

## Schriften (Auswahl)
- Der Nahe Osten: Gewehr bei Fuss! Matara, Tel Aviv 1939
- Orient: unabhängige Wochenzeitschrift. Zeitfragen, Kultur, Wirtschaft. Exilliteratur, Bd. 14–15, Gerstenberg, Hildesheim [u. a.] 1982, ISBN 3-8067-0828-2 (mit Arnold Zweig)
- History and Philosophy of Science Seminars. University of the Witwatersrand, Johannesburg 1949
- Variational Principles in Dynamics and Quantum Theory. Saunders, Philadelphia 1960 (mit Stanley Mandelstam)
- Treatise on Irreversible and Statistical Thermodynamics. Macmillan, New York 1966 (mit Alwyn van der Merwe, Gough Raw)
- Physics, Logic, and History. Plenum Press, New York 1970, ISBN 0-306-30360-4 (mit Hermann Bondi, Allen duPont Breck)
- Biology, History and Natural Philosophy: based on the second International Colloquium, held at the University of Denver. Plenum Press, New York 1972, ISBN 0-306-30573-9 (hrsg. mit Allen duPont Breck)
- Cosmology, History and Theology. Plenum Press, New York [u. a.] 1977, ISBN 0-306-30940-8 (mit Allen duPont Breck, Hannes Alfvén)
- On general relativity: an analysis of the fundamentals of the theory of general relativity and gravitation. Akademie-Verlag, Berlin 1979 (mit André Mercier, Hans-Jürgen Treder)
- Perspectives in Quantum Theory. Dover Publications, New York 1980, ISBN 0-486-63778-6 (mit Alwyn van der Merwe, Alfred Landré)